# Jackie Huggins
Jackie Huggins   (Ayr, 19 d'agost de 1956) Jacqueline Gail "Jackie" Huggins és una escriptora, historiadora, feminista i indigenista australiana.

## Biografia
Huggins nasqué a Ayr, Queensland, el 19 d'agost del 1956, filla de Jack i Rita Huggins. Pertany als pobles Bidjara/Pitjara (centre de Queensland) i Biri/Birri Gubba Juru (nord de Queensland). La seua família emigrà a Inala, Brisbane, durant la seua joventut i va assistir a l'escola secundària estatal d'Inala. La deixà als 15 anys per a ajudar la seua família i treballà com a mecanògrafa en la Comissió Australiana de Radiodifusió de Toowong, Queensland, del 1972 al 1978. Després s'incorporà al Departament d'Afers Aborígens de la Mancomunitat de Canberra. El 1980 torna a Brisbane i fou oficial de camp en el Departament d'Afers Aborígens.
Es va matricular en la Universitat de Queensland al 1985 i obtingué una llicenciatura (graduada amb honors) en història i antropologia el 1987. Obté un Diploma d'Educació (Educació Aborigen) el 1988. Part de la seua formació pràctica inclogué vuit setmanes d'ensenyament en Ti Tree, al nord d'Alice Springs. Acabà una llicenciatura amb honors en història i estudis de les dones (1989) de la Universitat de Flinders d'Adelaide, Austràlia del Sud.

## Carrera professional
Huggins fou copresidenta de Reconciliation Australia (amb Fred Chaney i Mark Leibler), presidenta del Consell de Violència Sexista de Queensland, cocomissionada de Queensland per a la Recerca Nacional sobre la Separació dels Xiquets Aborígens i Illencs de l'Estret de Torres de les seues Famílies (1995 –1997) i membre del Consell per a la Reconciliació Aborigen, el Consell AIATSIS, del Comité Nacional NAIDOC (1979–1983), i de la Revisió de la Comissió d'Aborígens i Illencs de l'Estret de Torres al 2003. Ha treballat en moltes altres juntes i organitzacions.
Ha publicat assaigs i estudis sobre la història i identitat indígena. És autora de Sistergirl (1998) i coautora, amb la seua mare Rita, de la biografia Auntie Rita (1994).
Fou membre del grup de treball involucrat en la creació de la Xarxa d'Escriptors de les Primeres Nacions d'Austràlia (FNAWN) al 2012, i al 2021 continuava sent patrocinadora de l'organització.
Fou subdirectora de la Unitat d'Aborígens i Illencs de l'Estret de Torres de la Universitat de Queensland fins al 2017, i després copresidí el Congrés Nacional dels Primers Pobles d'Austràlia, amb Rod Little, fins al 2019.
Al 2019, després que el govern de Queensland anunciàs que continuaria el procés d'un tractat indígena, s'establí el Grup de Treball del Tractat i el Procés del Tractat Eminent, amb Huggins i Michael Lavarch copresidint. El seu Informe Camí cap al Tractat es presentà en el Parlament de Queensland al febrer del 2020. Huggins expressà que un procés per la veritat, reconeixent la història d'Austràlia, és un "component vital per a continuar endavant". El 13 d'agost del 2020, el govern anuncià que donaria suport per avançar cap a un tractat amb les Primeres Nacions de Queensland.